# 5226 Pollack
5226 Pollack è un asteroide della fascia principale. Scoperto nel 1983, presenta un'orbita caratterizzata da un semiasse maggiore pari a 2,3340455 UA e da un'eccentricità di 0,0913188, inclinata di 10,47871° rispetto all'eclittica.